# Anapistula pocaruguara
Espèce
Anapistula pocaruguara est une espèce d'araignées aranéomorphes de la famille des Symphytognathidae.

## Distribution
Cette espèce est endémique de l'État de São Paulo au Brésil,. Elle se rencontre à Iporanga.

## Description
Le mâle holotype mesure 0,54 mm et la femelle paratype 0,66 mm. Les femelles mesurent de 0,58 à 0,72 mm.

## Publication originale
- Rheims & Brescovit, 2003 : Description of six new species of Anapistula Gertsch (Araneae, Symphytognathidae) from Brazil. Bulletin of the British Arachnological Society, vol. 12, no 7, p. 324-330.